# О Лицинии Кальве
«О Лицинии Кальве» (лат. De quodam et Calvo) — условное название стихотворения римского поэта Гая Валерия Катулла, включённого в состав посмертного сборника («Книги Катулла Веронского») под номером 53. Здесь автор рассказывает от третьего лица о том, как его друг Гай Лициний Кальв в народном собрании произносил речь против Публия Ватиния. Один из слушателей, по его словам, воскликнул в восторге: «Ну и шиш, каков оратор!». Прозвучавшее в стихотворении определение, условно переведённое на русский словами «Ну и шиш», больше нигде не встречается; предположительно оно имело непристойный смысл.
Исследователи отмечают, что известны по крайней мере три речи Гая Лициния Кальва против Публия Ватиния. Они произносились в 58, 56 и 54 годах до н. э.